# رزیتسا دیمیترووا
رزیتسا دیمیترووا (بلغاری: Росица Димитрова؛ زادهٔ ۲۱ فوریهٔ ۱۹۵۵) بازیکن والیبال اهل بلغارستان است.
از باشگاه‌هایی که در آن بازی کرده‌است می‌توان به باشگاه والیبال لفسکی صوفیه اشاره کرد.